# Kaplica św. Dymitra w Għarb
Kaplica św. Dymitra (Demetriusza) (malt. Il-Kappella ta’ San Dimitri, ang. St. Dimitri Chapel) – rzymskokatolicka kaplica na obrzeżach wioski Għarb na wyspie Gozo, Malta.

Kaplica, jedyna na Malcie pod wezwaniem tego świętego, stoi wśród pól, w miejscu znanym jako Ras San Mitri. Uważana jest za najbardziej malowniczą wiejską kaplicę na Gozo. W pobliżu znajduje się latarnia morska Ta’ Ġurdan.

## Historia

### Oryginalna kaplica
Pierwsza kaplica w tym miejscu zbudowana została na początku XV wieku, jej fundatorem był ks. Franġisk Depena. Pierwsza wzmianka na temat kaplicy pochodzi z raportu z jej wizytacji przez Pietro Dusinę w 1575, który stwierdził, iż kaplica jest w złym stanie. Kaplica po tym została odremontowana i używano jej do połowy XVII wieku. Jednak 24 maja 1657 została zdesakralizowana przez biskupa Miguela Balaguera, który znalazł ją w bardzo złym stanie. Ponownie odnowiona i poświęcona w 1694, jednak po jakimś czasie znów popadła w ruinę.

### Kaplica dzisiejsza
Około 100 lat później, 29 kwietnia 1796 ks. Mario Vella, zwany „Ta' Rmit”, rozpoczął odbudowę kaplicy, jednocześnie przeznaczając kwotę 5 scudo rocznie na późniejsze naprawy. Po śmierci ks. Velli w 1801 opiekę nad pracami przejął archiprezbiter Għarb ks. Publiju Refalo. Ukończona kaplica został uroczyście poświęcona przez ks. Refalo jako przedstawiciela biskupa Ferdinando Mattei, 11 kwietnia 1809.

Na początku II wojny światowej, na prośbę ówczesnego kuratora kaplicy ks. Pawlu Formosy, kapelan społeczności katolickiej rytu greckiego Papas Schirò, odprawił mszę oraz poświęcił kaplicę.

5 września 2010 w następstwie wybuchu w pobliskiej wytwórni fajerwerków „Ta' Ninu”, popękały szyby w oknach kaplicy. W wypadku tym straciło życie sześciu pracowników zakładu.

### Odnowienie
W latach 2012–2013 kaplica została odnowiona przez Għarb Local Council. Unia Europejska pokryła 75% kosztów, zaś pozostałe 25% rząd Malty.

## Architektura

### Wygląd zewnętrzny

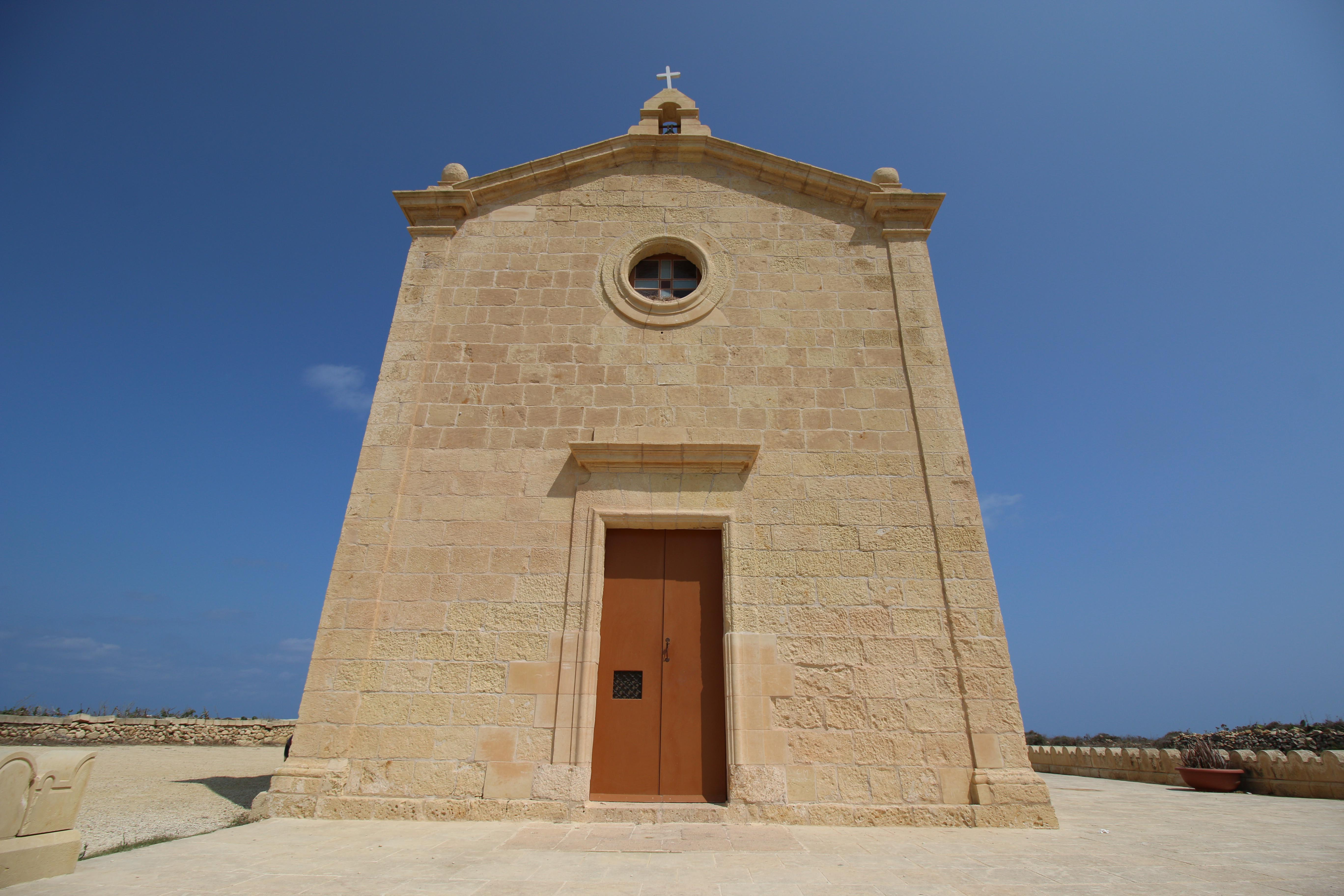
Fasada kaplicy św. Dymitra w Għarb

Fasada kaplicy jest prosta, z dwoma narożnymi pilastrami po bokach, zwieńczonymi kamiennymi kulami. Ponad drzwiami oflankowanymi kamiennym profilem niewielki gzyms. Wyżej okrągłe okno w profilowanej ramie doświetla wnętrze kaplicy. Na szczycie fasady, która nie ma entablatury niewielka łukowa dzwonnica zwieńczona krzyżem.

Przed kaplicą i po jej prawej stronie przestronny plac. Z boku drzwi prowadzące do małej zakrystii.

### Wnętrze kaplicy
Kaplica przykryta jest sklepieniem beczkowym. Jedyny ołtarz, dzieło Wenzu Gatta z 1935. Ponad nim obraz tytularny z 1810, pędzla nieznanego artysty, przedstawiający św. Dymitra na białym koniu, obok modlącą się starszą kobietę, oraz mężczyznę w kajdanach. Obraz nawiązuje tematycznie do lokalnej legendy. Dzieło zostało odrestaurowane w 1937 przez Wistina Camilleriego.
 
W świątyni znajduje się kilka innych obrazów, pochodzących prawdopodobnie ze zdesakralizowanych kaplic w okolicy: „Święty Paweł”, jego towarzysz podróży „Święty Arystarch”, „Wniebowzięcie”, „Najświętsza Twarz Chrystusa” (w zakrystii), oraz obraz współczesnego malarza „Święty Dymitr”. Zestaw stacji Drogi krzyżowej podarowany został kaplicy przez zakonnice.

Świątynia jest w posiadaniu relikwii św. Dymitra, przywiezionych z Rzymu 14 lutego 1898, zapieczętowanych pieczęcią kardynała diecezji Porto-Santa Rufina.

## Legenda
Stara gozańska legenda, o której wspomniał Agius De Soldanis, głosi, że kobieta Natalizja Cauchi zwana Żgugina poszła modlić się do kaplicy św. Dymitra, aby odzyskać syna po tym, jak został porwany przez piratów. Złożyła ślub, że będzie palić lampę oliwną dzień i noc aż do powrotu syna. Odpowiadając na jej modlitwy, św. Dymitr „wyskoczył” z portretu na swoim białym koniu i pojechał na statek piracki po wodzie. Pokonał piratów i zwrócił matce jej syna. Potem wrócił na obraz. Ale ślad kopyta jego konia pozostał widoczny w skałach.

Inna legenda głosi, że oryginalna kaplica św. Dymitra znajdowała się bliżej klifów. Pewnego dnia trzęsienie ziemi spowodowało, że kaplica, wciąż nienaruszona, wpadła do morza. Pomimo zatopienia, lampa naftowa Żguginy podobno nadal pali się w dzień i w nocy, a rybacy czasami twierdzą, że widzą światło tej podwodnej kaplicy ze swoich łodzi.

## Świątynia dzisiaj
Kaplica św. Dymitra jest obecnie w bardzo dobrym stanie. W niedziele i święta odprawiane są msze święte. Opiekunem kaplicy jest aktualny proboszcz parafii Għarb.

## Święto patronalne
Święto patronalne obchodzone jest w niedzielę po 9 października.

## Ochrona dziedzictwa kulturowego
Od 27 sierpnia 2012 budynek świątyni umieszczony jest na liście National Inventory of the Cultural Property of the Maltese Islands pod nr. 00979.